# ダキーキー
ダキーキー（ペルシア語: ابو منصور محمد بن احمد دقیقی、Abu Mansur Muhammad Ibn Ahmad Daqiqi Tusi、? - 976年?）は、10世紀のペルシアの詩人。10世紀のペルシア文学世界においてルーダキーに次ぐ詩人とされている。本名はアブー・マンスール・ムハンマド・イブン・アフマドで、単にダキーキー（ペルシア語: دقیقی、Daqiqi/Dakiki/Daghighi）と書かれる。
ダキーキーはイランのトゥースで誕生したと考えられている。トゥースのほか、アフガニスタンのバルフ、ウズベキスタンのサマルカンドとブハラ、トルクメニスタンのメルヴがダキーキーの出身地として挙げられている。
ダキーキーの生年は930年から940年の間と推定され、932年以後に生まれたと考えられている。
若年時にイラン・中央アジアを支配していたサーマーン朝に従属するチャガーニヤーンの地方領主に宮廷詩人として出仕し、その後サーマーン朝の宮廷に
召しだされてマンスール1世、ヌーフ2世に仕えた。ヌーフ2世の命令を受け、ダキーキーはペルシアの民族叙事詩の制作に着手する。
ダキーキーの作品として、自然、愛、ワインなどをテーマとする350句ほどの詩が残されている。しかし、ダキーキーの名前を文学史にとどめたのはそれらの詩ではなく、フェルドウスィーの『シャー・ナーメ（王書）』に先行する民族叙事詩の制作事業だった。ダキーキーの民族叙事詩はかつてアブー・マンスールが著した散文に基づいており、ムタカーリブの韻律が採用されていた。ダキーキーによる『シャー・ナーメ』はグシュタースプの即位、ザラスシュトラ（ゾロアスター）の出現、グシュタースプの改宗、アルジャースプとの戦闘までが、およそ1,000の詩で語られている。イスラーム風の名前を持つにもかかわらずダキーキーをゾロアスター教徒と見なす説があるが、この説には多くの疑問が呈されている。フェルドウスィーは『シャー・ナーメ』の序文でダキーキーについて詩を詠み、グシュタースプの治世の段でダキーキーの夢を見たと述べた。
約1,000の句を書き終えた頃、ダキーキーは寵愛していた奴隷に刺殺される。975年から977年にかけての時期でヌーフ2世がダキーキーに命令を下し、977年にフェルドウスィーが『シャー・ナーメ』の執筆に取り掛かったことから、976年頃にダキーキーは殺害されたと推定されている。